# Cocculina rotunda
Cocculina rotunda är en snäckart som beskrevs av Dall 1927. Cocculina rotunda ingår i släktet Cocculina och familjen Cocculinidae. Inga underarter finns listade i Catalogue of Life.